# 奥基亚托
奥基亚托是新西兰島灣的一个小镇，位于羅素以南約7（4.3英里）处。奥基亚托成立於1840年，是新西兰殖民地的第一个首都，不過次年新西兰殖民地就將首都搬到奧克蘭。